# Xanthorhoe pyramaria
Xanthorhoe pyramaria är en fjärilsart som beskrevs av Achille Guenée 1868. Xanthorhoe pyramaria ingår i släktet Xanthorhoe och familjen mätare. Inga underarter finns listade i Catalogue of Life.